# Stadion Luke w Tešanju
Stadion Luke – stadion piłkarski w Tešanju, w Bośni i Hercegowinie. Został otwarty w 1961 roku. Może pomieścić 7000 widzów. Swoje spotkania rozgrywają na nim piłkarze klubu NK TOŠK Tešanj.